# Szellem a palackból
A Szellem a palackból (What Is and What Should Never Be) az Odaát című televíziós sorozat második évadjának huszadik epizódja.

## Cselekmény
A Winchester fiúk egy újabb természetfeletti lény nyomában vannak, ezúttal egy dzsinnt üldöznek. Mialatt Sam telefonon informálja bátyját, az kocsijával egy elhagyatott raktárépület felé veszi az irányt, hogy körülnézzen ott.
Csakhogy érkezése után a keresett dzsinn elfogja a fiút, aki ezután különös módon mintha álmodta volna az egészet, egy családi házban ébred, mellette pedig egy gyönyörű lány fekszik. Dean néhány perccel később rájön, hogy Lawrence-ben, Kansas államban van, az a bizonyos lány pedig az ő barátnője, Carmen.
Kiderül, hogy anyja, Mary régi otthonukban él boldogan, noha John egy agyvérzést követően már meghalt, ráadásul Sam és Jessica is boldog párkapcsolatban élnek, és a Stanford Egyetemen tanulnak. 
Mialatt Mary születésnapja alkalmából az egész család összegyűlik, Deannek egyre többször tűnik fel egy fura kinézetű lány, aki aztán egyből el is tűnik. Dean rájön, hogy mivel ebben a világban nem vadászik öccsével természetfeletti lényekre, az általuk a másik világban megakadályozott halálesetek itt megtörténnek. 
A fiú megelégeli a dolgot, és magával rángatja öccsét abba a bizonyos raktárépületbe, ahol a másik világban a dzsinnel találkozott. Itt a két fivér rátalál egy megkötözött, ájult lányra, akit Dean többször látott, és mindig eltűnt előle, így a fiúnak világossá válik, mi folyik itt: a dzsinn a másik világban fogva tartja, míg pedig elfogyasztja, ebbe a világba repítette, hogy haláláig boldog lehessen.
Dean elhatározza, ha leszúrja magát, fel fog ébredni, ám ekkor megjelenik Mary, Jessica és Carmen, és Sammel együtt megpróbálják lebeszélni az öngyilkosságról, noha bevallják, valóban ez egy álomvilág. 
Ekkor azonban Dean ismét a valós világban ébred fel, mivel Sam rátalál, ám ekkor a dzsinn őt is megtámadja. Végül Deannek sikerül kiszabadulnia kötelékéből, és egy tőrrel végez a lénnyel. A két fiú itt is rátalál arra a bizonyos lányra, és kórházba szállítják, így még sikerül megmenteni ott az életét.
Visszatérve a kivett motelszobába, Dean elmeséli öccsének, mi történt vele a másik világban, és hogy milyen csodás volt, hogy Jess és Mary is éltek…

## Természetfeletti lények

### Dzsinn
A dzsinnek olyan természetfeletti szörnyeteget, melyek az ember véréből élnek. Míg az áldozatot elfogja és fogyasztani kezdi, azt egy álomvilágba repíti. Ugyan emberként jelennek meg, egész testüket tetoválások borítják. Megölni őket bárányvérbe mártott, ezüst tőrrel lehetséges.

## Időpontok és helyszínek
- 2007. ? – Joliet, Illinois
- 2007. december 5. (álomvilág) – Lawrence, Kansas

## Zenék
- What a Wonderful World – The Ramones'
- Saturday Night Special – Lynyrd Skynyrd

## Külső hivatkozások
- Supernatural-What Is and What Should Never Be az Internet Movie Database oldalon (angolul)